# (847) Агния
(847) Агния (лат. Agnia) — небольшой астероид главного пояса, который принадлежит к спектральному классу S и возглавляет семейство Агнии. Он был обнаружен 2 сентября 1915 года русским астрономом Григорием Неуйминым в Симеизской обсерватории и назван в честь русского врача Агнии Ивановны Бадьиной.

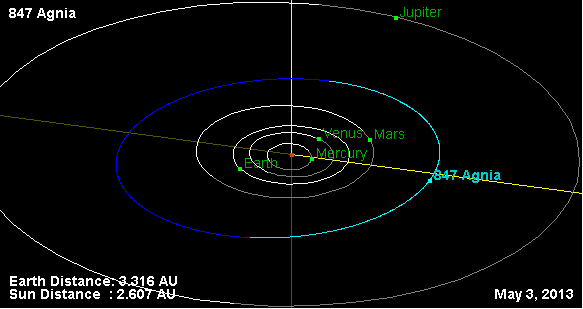
Орбита астероида Агния и его положение в Солнечной системе

Характер спектра этого астероида свидетельствует о значительной концентрации в составе его пород различных пироксенов, особенно на основе кальция, наряду с 20 % оливина. Пироксены на основе кальция составляют более 40 % от всех пироксенов, что указывает на магматическую природу пород этого астероида.
Это свидетельствует о том, что ранее он являлся частью гораздо более крупного тела, настолько большого, что в нём могла произойти дифференциация недр, чем обусловлено наличие подобных пород в составе Мерксии. Впоследствии это тело было разрушено в результате столкновения с другим астероидом, развалив его на несколько небольших фрагментов.
Фотометрические наблюдения, проведённые в 2004—2005 годах, позволили получить кривые блеска этого тела, из которых следовало, что период вращения астероида вокруг своей оси равняется 14,827 ± 0,001 часам, с изменением блеска по мере вращения 0,45 ± 0,03 m.